# Hoofers Club

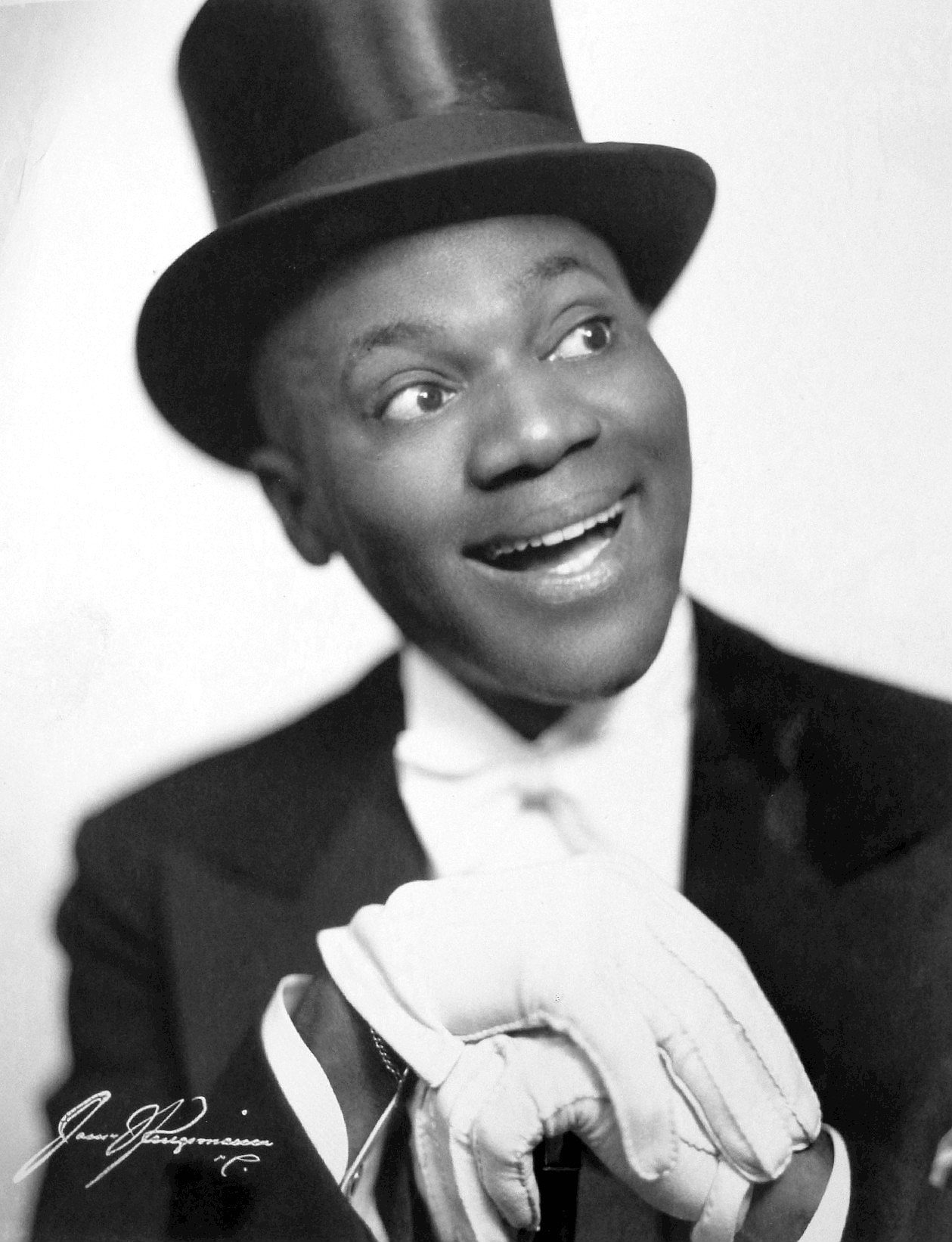
Bill Robinson ou Bojangles, membre du Hoofers Club.

Le Hoofers Club est un lieu et un groupe de danseurs de claquettes à Harlem, actif des années 1920 aux années 1940.

## Historique
Le club est fondé et géré par le pianiste Lonnie Hicks. Il s'agit à l'origine d'une petite pièce à l'arrière d'un comedy club, dotée d'un piano et où tout le monde peut danser.
En font partie Bill Robinson, Jack Wiggins, Maceo Anderson, "Buddy" Bradley, John Bubbles, Honi Coles, Eddie Rector, Leonard Reed, Dewey Washington, Raymond Winfield, Roland Holder, Hal Leroy, Harold Mablin, "Sandman" Sims, "Slappy" Wallace, Warren Berry, "Baby" Laurence Jackson et Buster Brown,,.
Le film de Francis Ford Coppola Cotton Club en présente une version fictive.